# Piotrowiec (województwo warmińsko-mazurskie)
Piotrowiec (niem. Peterswalde) – wieś w Polsce położona w województwie warmińsko-mazurskim, w powiecie braniewskim, w gminie Pieniężno.
W latach 1975–1998 miejscowość znajdowała się w województwie elbląskim. Wieś znajduje się w historycznym regionie Warmia.

## Historia
Wieś jest wzmiankowana w dokumentach z roku 1326, lokowana w 1330 przez warmińską kapitułę katedralną. Zasadźcą wsi na powierzchni 54,5 włóki był Piotr. Jego imię uwiecznione zostało w nazwie wsi. Pierwsza informacja o istnieniu proboszcza w Piotrowcu pochodzi z 1343.
Miejscowość została zniszczona w czasie wojny polsko-krzyżackiej w latach 1519–1521 oraz wojny polsko-szwedzkiej w latach 1626–1629.
Z akt wizytacyjnych parafii wynika, że w drugiej połowie XVI wieku w Piotrowcu funkcjonowała szkoła parafialna. W roku 1726 nauczycielem był tu murarz.

## Kościół
Pierwszy kościół w Piotrowcu, który wybudowano w XIV wieku, spłonął w 1581. Po nim wzniesiono drugi, w 1589, i trzeci, w 1771. Ten ostatni, pw. św. Jana Chrzciciela, konsekrował w 1772 biskup pomocniczy warmiński Karol Fryderyk von Zehmen. Wieżę dobudowano w 1829. Kościół spłonął w 1945 i został odbudowany w latach 1956–1959. W 1959 poświęcił go biskup Tomasz Wilczyński. 
Kościół w Piotrowcu jest murowany, ma skromne barokowe formy i jest otynkowany. Od strony zachodniej wznosi się masywna, czworoboczna wieża otoczona przybudówkami. Pod wolutowym tylnym szczytem znajdują się pozostałości inskrypcji erekcyjnej.
Z dawnego wyposażenia zachowały się fragmenty ołtarza głównego z około 1700 roku i fragmenty ołtarzy bocznych z drugiej połowy XIX wieku. W kościele znajduje się granitowa chrzcielnica z XV wieku i lichtarze z około 1760.

## Demografia
Liczba mieszkańców:
- 1818: 237
- 1933: 372
- 1939: 399
- 1999: 213

## Osoby związane z Piotrowcem
W Piotowcu urodził się w 1870 roku Timotheus Kranich – ksiądz katolicki, następnie zakonnik benedyktyński, kaznodzieja i poeta, który swoje wczesne wiersze publikował pod pseudonimem Peter Walde, który utworzył od ówczesnej nazwy miejscowości, w której się narodził – Peterswalde.